# La spartenza
La spartenza è un'autobiografia dell'autore illetterato Tommaso Bordonaro, pubblicata per la prima volta nel 1991 da Einaudi Editore.

## Vicenda editoriale
Il manoscritto, in tre quaderni, venne presentato nel 1990, al concorso annuale indetto dall'Archivio diaristico nazionale di Pieve Santo Stefano, ideato dal giornalista e scrittore Saverio Tutino, conquistando il primo premio ex aequo per la migliore autobiografia inedita.

## Contenuto
Si tratta di un diario, scritto in un italiano infarcito di espressioni dialettali e di improbabili termini ricavati dalla lingua inglese da lui appresa oralmente dopo la sua emigrazione negli Stati Uniti d'America nel 1947.
Nel libro viene narrata l'esistenza difficile del Bordonaro, dalla Sicilia del post prima guerra mondiale alla difficile vita dell'emigrato negli Stati Uniti d'America del secondo dopoguerra nell'intento di dare un avvenire ai suoi numerosi figli. 

## Edizioni
- Tommaso Bordonaro, La spartenza, prefazione di Natalia Ginzburg, Einaudi Editore, 1991, ISBN 88-06-12445-5.
- Tommaso Bordonaro, La spartenza, a cura di Santo Lombino, prefazione di Goffredo Fofi, Marsala, Navarra Editore, 2013, ISBN 978-88-95756-88-2.